# Broken China
Broken China – drugi solowy album Richarda Wrighta, wydany 26 listopada 1996 roku nakładem wytwórni EMI w Wielkiej Brytanii oraz 25 marca 1997 roku nakładem Guardian Records w Stanach Zjednoczonych.

## Lista utworów
| Nr. | Tytuł                          | Twórcy               | Czas |
| --- | ------------------------------ | -------------------- | ---- |
| 1.  | Breaking Water                 | Wright/Anthony Moore | 2:28 |
| 2.  | Night of a Thousand Furry Toys | Wright/Moore         | 4:22 |
| 3.  | Hidden Fear                    | Wright/Gerry Gordon  | 3:28 |
| 4.  | Runaway                        | Moore                | 4:00 |
| 5.  | Unfair Ground                  | Wright               | 2:21 |
| 6.  | Satellite                      | Wright               | 4:06 |
| 7.  | Woman of Custom                | Moore                | 3:44 |
| 8.  | Interlude                      | Wright               | 1:16 |
| 9.  | Black Cloud                    | Wright               | 3:19 |
| 10. | Far from the Harbour Wall      | Wright/Moore         | 6:19 |
| 11. | Drowning                       | Wright               | 1:38 |
| 12. | Reaching for the Rail          | Wright/Moore         | 6:30 |
| 13. | Blue Room in Venice            | Wright/Gordon        | 2:47 |
| 14. | Sweet July                     | Wright               | 4:13 |
| 15. | Along the Shoreline            | Wright/Moore         | 4:36 |
| 16. | Breakthrough                   | Wright/Moore         | 4:19 |

## Skład
- Richard Wright - wokal, instrumenty klawiszowe, syntezatory, programowanie
- Tim Renwick - gitary
- Dominic Miller - gitary
- Steven Bolton - gitary
- Pino Palladino - gitara basowa
- Manu Katché - perkusja
- Sian Bell - wiolonczela
- Kate St John - obój, rożek angielski
- Maz Palladino - chór
- Sinéad O’Connor - wokal
- Jason Reddy - programowanie
- Anthony Moore - teksty, programowanie